# Poa bigelovii
Poa bigelovii är en gräsart som beskrevs av George Vasey. Poa bigelovii ingår i släktet gröen, och familjen gräs. Inga underarter finns listade i Catalogue of Life.